# 日の後
日の後（ひのご）は、愛知県名古屋市守山区にある地名。町名としての日の後と大字吉根内の字としての日ノ後があるが、当項では前者を扱う。後者については大字吉根の項を参照のこと。住居表示未実施。

## 地理
名古屋市守山区志段味地区に位置する。東は桜坂、北は東禅寺、西は平池東、南は泉が丘に接する。

## 歴史

### 地名の由来
町名は大字吉根の字日ノ後に由来するとみられる。

### 沿革
- 1984年（昭和59年）3月30日 - 吉根特定土地区画整理組合設立認可
- 2006年（平成18年）11月25日 - 守山区大字吉根字太鼓ヶ根・字日ノ後の各一部により日の後として成立[WEB 1]。

## 世帯数と人口
2019年（平成31年）4月1日現在の世帯数と人口は以下の通りである。
| 町丁   | 世帯数  | 人口  |
| ------ | ------- | ----- |
| 日の後 | 145世帯 | 403人 |

### 人口の変遷
国勢調査による人口の推移
| 2010年（平成22年） | 430人 | [ WEB 7 ] |  |
| 2015年（平成27年） | 513人 | [ WEB 8 ] |  |

## 学区
市立小・中学校に通う場合、学校等は以下の通りとなる。また、公立高等学校に通う場合の学区は以下の通りとなる。なお、小学校は学校選択制度を導入しておらず、番毎で各学校に指定されている。
| 小学校                                            | 中学校                                      | 高等学校 |
| ------------------------------------------------- | ------------------------------------------- | -------- |
| 名古屋市立志段味西小学校 名古屋市立下志段味小学校 | 名古屋市立吉根中学校 名古屋市立志段味中学校 | 尾張学区 |

## 交通
- 町域西端部を東名高速道路が南北に通過する。
- 町域北端部を愛知県道15号名古屋多治見線が東西に通過する。

## その他

### 日本郵便
- 郵便番号 : 463-0803[WEB 4]（集配局：守山郵便局[WEB 11]）。

### WEB
1. 1 2  名古屋市役所市民経済局地域振興部住民課町名表示係 (2013年6月6日). “名古屋市守山区の一部で町名・町界変更を実施(平成18年11月25日実施)”.   名古屋市役所. 2014年11月30日閲覧。
2. ↑  “愛知県名古屋市守山区の町丁・字一覧”.   人口統計ラボ. 2019年5月8日閲覧。
3. 1 2  “町・丁目(大字)別、年齢(10歳階級)別公簿人口(全市・区別)”.   名古屋市 (2019年4月22日). 2019年4月23日閲覧。
4. 1 2  “郵便番号”.  日本郵便. 2019年3月17日閲覧。
5. ↑  “市外局番の一覧”.   総務省. 2019年1月6日閲覧。
6. ↑  “守山区の町名一覧”.   名古屋市 (2015年10月21日). 2019年5月8日閲覧。
7. ↑  総務省統計局 (2012年1月20日). “平成22年国勢調査の調査結果(e-Stat) - 男女別人口及び世帯数 －町丁・字等”. 2019年3月23日閲覧。
8. ↑  総務省統計局 (2017年1月27日). “平成27年国勢調査の調査結果(e-Stat) - 男女別人口及び世帯数 －町丁・字等”. 2019年3月23日閲覧。
9. ↑  “市立小・中学校の通学区域一覧”.   名古屋市 (2018年11月10日). 2019年1月14日閲覧。
10. ↑  “平成29年度以降の愛知県公立高等学校（全日制課程）入学者選抜における通学区域並びに群及びグループ分け案について”.   愛知県教育委員会 (2015年2月16日). 2019年1月14日閲覧。
11. ↑  “郵便番号簿 2018年度版” (PDF).   日本郵便. 2019年5月8日閲覧。